# Antonius Hennequin
Antonius Hennequin (Wingene, 20 december 1711 - Hooglede, 18 november 1797) was een Zuid-Nederlands rooms-katholieke priester die bekendheid verwierf door de publicatie van talrijke van zijn sermoenen.

## Levensloop
Antonius Hennequin was een zoon van Pierre-Antoine Hennequin, afkomstig uit Frans-Vlaanderen, en van Judoca Dessein uit Tielt.
Na priester te zijn gewijd in het bisdom Brugge, werd hij tot parochiepriester benoemd in Middelburg (Vlaanderen). Hij verbleef er van 1738 tot 1747 en werd zelfs tot kanunnik bevorderd. Hij leidde er ook de plaatselijke school. Toen bisschop Jan Baptist de Castillion op bezoek kwam, schreef Hennequin een dialoog in het Frans, die door zijn leerlingen werd voorgedragen.
In juli 1747 werd hij tot pastoor van Hooglede benoemd en bleef dit tot aan zijn dood, vijftig jaar later. Op het einde van zijn leven maakte hij nog de Brabantse Omwenteling mee. Er werd genoteerd dat hij keizersgezind bleef.

## Publicaties
- Nieuwjaergiften ofte sermoenen op Nieuwjaerdag (...), zeer dienstig aen alle slag van menschen, zoo geestelijke als wereldlijke, Brugge, Jan-Baptist Maqué, 1763 & Antwerpen, Hubert Bincken, 1772.
- Lijksermoenen (...), Brugge, Jan-Baptist Maqué, 1769 & Leuven, J. F. van Overbeke, 1792.
- Sermoenen voor d'eerste communicanten op den dag van hun eerste communie (...), Brugge, Jan-Baptist Maqué, 1772, Antwerpen, Hubert Bincken, 1772 & Sint-Truiden, J. B. Smits, 1789.